# Élections au Parlement de La Rioja de 2011
Les élections au Parlement de La Rioja de 2011 (en espagnol : Elecciones al Parlamento de La Rioja de 2011) se sont tenues le dimanche 22 mai 2011 afin d'élire les trente-trois députés de la huitième législature du Parlement de La Rioja.
La victoire revient au Parti populaire de La Rioja (PPLR), qui obtient une nouvelle fois la majorité absolue des voix et des sièges.

## Contexte
Lors des précédentes élections du 27 mai 2007 marque une certaine stabilité de la scène politique de La Rioja, où le centre droit continue de gouverner et le centre gauche de progresser.
Le Parti populaire de La Rioja, toujours emmené par Pedro Sanz et au pouvoir depuis 1995, confirme sa majorité absolue de 17 députés sur 33 au Parlement, mais l'obtient – pour la deuxième fois consécutive – avec une forte majorité relative de voix, 49,7 %. Le Parti socialiste ouvrier espagnol de La Rioja, de nouveau conduit par son secrétaire général Francisco Martínez-Aldama, échoue à reprendre le pouvoir mais engrange tout de même 41,1 % des suffrages et garde ainsi ses 14 élus. Il réalise son plus haut historique avec 69 800 voix et repasse au-dessus des 40 % pour la première fois depuis 1991. Éternel dernier parti de l'hémicycle, le Parti riojain est en mesure de garder ses habituels 2 sièges, du fait d'un score de 6,1 %.
Cette répartition des forces se vérifie lors des élections municipales, convoquées le même jour. En tête, les conservateurs récoltent 47,2 %. Ils sont suivis par les socialistes, qui poussent jusqu'à 40,4 %, tandis que les régionalistes arrivent troisième avec 6,5 %. Dans la capitale de la communauté autonome, Logroño, où sont inscrits plus de 45 % des électeurs, le PP vire en première position mais son résultat de 46,4 % le prive de sa majorité absolue, puisqu'il doit se contenter de 13 conseillers municipaux sur 27. Deuxième, le PSOE totalise 40,3 %, soit 12 élus, et peut former une coalition majoritaire avec le PR, troisième parti de cette élection avec ses 6,7 % et 2 mandats.
Aux élections législatives du 9 mars 2008, le Parti populaire recueille une nouvelle majorité relative. Les 49,5 % des exprimés qui se portent sur sa liste lui donnent 2 sièges sur 4 au Congrès des députés, les 2 autres revenant au Parti socialiste ouvrier espagnol (PSOE), qui affiche un résultat de 43,6 %.

## Mode de scrutin
La Parlement de La Rioja se compose de 33 députés, élus pour un mandat de quatre ans au suffrage universel direct, suivant le scrutin proportionnel à la plus forte moyenne d'Hondt.
La Rioja constitue une circonscription unique. Seules les forces politiques – partis, coalitions, indépendants – ayant remporté au moins 5 % des suffrages exprimés au niveau du territoire régional participent à la répartition des sièges.

## Campagne

### Partis et chefs de file
| Force politique | Force politique                                                                             | Chef de file               | Idéologie                                         | Score en 2007              |
| --------------- | ------------------------------------------------------------------------------------------- | -------------------------- | ------------------------------------------------- | -------------------------- |
|                 | Parti populaire de La Rioja Partido Popular de La Rioja                                     | Pedro Sanz Président       | Centre droit Conservatisme, démocratie chrétienne | 49,7 % des voix 17 députés |
|                 | Parti socialiste ouvrier espagnol de La Rioja Partido Socialista Obrero Español de La Rioja | Francisco Martínez-Aldama  | Centre gauche Social-démocratie, progressisme     | 41,1 % des voix 14 députés |
|                 | Parti riojain Partido Riojano                                                               | Miguel González de Legarra | Centre Régionalisme                               | 6,1 % des voix 2 députés   |

## Résultats

### Voix et sièges
|                          |                                                         |         |       |       |        |               |  |  |  |  |  |  |  |  |
| Parti                    | Parti                                                   | Voix    | %     | +/-   | Sièges | +/-           |  |  |  |  |  |  |  |  |
|                          | Parti populaire (PP)                                    | 85 975  | 51,98 | 3,17  | 20     | 3             |  |  |  |  |  |  |  |  |
|                          | Parti socialiste ouvrier espagnol (PSOE)                | 50 169  | 30,33 | 10,08 | 11     | 3             |  |  |  |  |  |  |  |  |
|                          | Parti riojain (PR)                                      | 8 983   | 5,43  | 0,57  | 2      | en stagnation |  |  |  |  |  |  |  |  |
|                          | Gauche unie                                             | 6 114   | 3,70  | 0,64  | 0      | en stagnation |  |  |  |  |  |  |  |  |
|                          | Union, progrès et démocratie (UPyD)                     | 5 891   | 3,56  | Nv.   | 0      | en stagnation |  |  |  |  |  |  |  |  |
|                          | Ecolo-Les Verts de La Rioja (Ecolo-V)                   | 2 041   | 1,23  | Nv.   | 0      | en stagnation |  |  |  |  |  |  |  |  |
|                          | Pour un monde + juste (PUM+J)                           | 697     | 0,42  | Nv.   | 0      | en stagnation |  |  |  |  |  |  |  |  |
|                          | Parti animaliste contre la maltraitance animale (PACMA) | 567     | 0,34  | Nv.   | 0      | en stagnation |  |  |  |  |  |  |  |  |
|                          | Parti communiste des peuples d'Espagne (PCPE)           | 482     | 0,29  | Nv.   | 0      | en stagnation |  |  |  |  |  |  |  |  |
|                          | Vote blanc                                              | 4 496   | 2,72  | 1,00  |        |               |  |  |  |  |  |  |  |  |
|                          |                                                         |         |       |       |        |               |  |  |  |  |  |  |  |  |
| Suffrages exprimés       | Suffrages exprimés                                      | 165 415 | 97,98 |       |        |               |  |  |  |  |  |  |  |  |
| Votes nuls               | Votes nuls                                              | 3 411   | 2,02  |       |        |               |  |  |  |  |  |  |  |  |
| Total                    | Total                                                   | 168 826 | 100   | -     | 33     | en stagnation |  |  |  |  |  |  |  |  |
| Abstention               | Abstention                                              | 73 181  | 30,24 |       |        |               |  |  |  |  |  |  |  |  |
| Inscrits / participation | Inscrits / participation                                | 242 007 | 69,76 |       |        |               |  |  |  |  |  |  |  |  |

### Analyse
Tandis que 5 400 inscrits de plus qu'en 2007 décident de bouder les urnes, le résultat final laisse apparaître un tableau comparable aux résultats de 1995, donc très différent des deux précédents scrutins.
Le Parti populaire de La Rioja, qui devient le premier parti à franchir le seuil des 85 000 voix, est l'incontestable vainqueur de cette élection. Son score, aussi bien dû à la moins bonne mobilisation qu'à une progression de 1 600 suffrages favorables, est le meilleur jamais réalisé par un parti dans la communauté autonome. Il récolte ainsi le plus grand nombre de sièges jamais obtenu au Parlement de La Rioja. Il profite également de l'effondrement du Parti socialiste ouvrier espagnol de La Rioja, victime de l'impopularité du gouvernement et qui abandonne 18 700 voix par rapport à 2007. Cela constitue sa plus forte chute régionale, le PSOE-LR se maintenant de justesse au-dessus des 30 % et 50 000 suffrages. Trois de ses sièges vont au PPLR, ce qui le laisse avec sa plus faible représentation parlementaire depuis 1983. Quant au Parti riojain, il sauve ses deux éternels parlementaires, mais ses 1 400 électeurs perdus le mettent au bord de la limite légale des 5 %.

### Conséquences
Le 22 juin 2011, Pedro Sanz est investi pour un cinquième mandat consécutif de président de La Rioja. À peine huit mois plus tard, Martínez-Aldama renonce à se succéder et cède le poste de secrétaire général du PSOE-LR à César Luena.